# Stephen Pouliot
Pour les articles homonymes, voir Pouliot.
Stephen Pouliot est un scénariste, producteur et réalisateur américain.

## Filmographie

### Comme scénariste
- 1980 : Christmas in the Holy Land (TV)
- 1987 : Motown Merry Christmas (TV)
- 1992 : Oscar's Greatest Moments (vidéo)
- 1994 : Broadway at the Hollywood Bowl (TV)
- 1994 : A Gala for the President at Ford's Theatre (TV)
- 1995 : Aladdin on Ice (TV)
- 1996 : Miss America Pageant (TV)
- 1996 : Champions on Ice (TV)
- 1996 : Beauty and the Beast: A Concert on Ice (TV)
- 1996 : The 68th Annual Academy Awards (TV)
- 1996 : Celebrate the Dream: 50 Years of Ebony Magazine (TV)
- 1997 : 77th Miss America Pageant (TV)
- 1998 : Reflections on Ice: Michelle Kwan Skates to the Music of Disney's 'Mulan' (TV)
- 1999 : 79th Miss America Pageant (TV)
- 1999 : 5th Annual Screen Actors Guild Awards (TV)
- 1999 : The 51st Annual Primetime Emmy Awards (TV)
- 1999 : Michelle Kwan Skates to Disney's Greatest Hits (TV)
- 2000 : 6th Annual Screen Actors Guild Awards (TV)
- 2000 : Powers of the Paranormal: Live on Stage! (TV)
- 2000 : The First Family's Holiday Gift to America: A Tour of the White House (TV)
- 2001 : 7th Annual Screen Actors Guild Awards (TV)
- 2001 : The Concert for New York City (TV)
- 2002 : 8th Annual Screen Actors Guild Awards (TV)
- 2002 : CBS: 50 Years from Television City (TV)
- 2002 : Miss America Pageant (TV)
- 2003 : 9th Annual Screen Actors Guild Awards (TV)
- 2003 : Miss America Pageant (TV)
- 2003 : CBS at 75 (TV)
- 2003 : The Nick at Nite Holiday Special (TV)
- 2004 : 10th Annual Screen Actors Guild Awards (TV)
- 2004 : Hollywood Goes to the Bowl 2004 (vidéo)
- 2004 : Miss America (TV)
- 2004 : Dallas Reunion: Return to Southfork (TV)
- 2005 : Happy Days: 30th Anniversary Reunion (TV)
- 2005 : 11th Annual Screen Actors Guild Awards (TV)
- 2005 : Nick & Jessica's Tour of Duty (TV)
- 2005 : An American Celebration at Ford's Theatre: Salute to the Troops (TV)
- 2005 : Knots Landing Reunion: Together Again (TV)
- 2006 : 12th Annual Screen Actors Guild Awards (TV)

### Comme producteur
- 1975 : Journey from Darkness (TV)
- 1978 : Julie Andrews: One Step Into Spring (TV)
- 1978 : Easter by the Sea (TV)
- 1978 : A Salute to American Imagination (TV)
- 1978 : A Special Sesame Street Christmas (TV)
- 1980 : Encore!

### Comme réalisateur
- 1972 : The Dreamer That Remains: A Portrait of Harry Partch